# Staw Swojczycki
Staw Swojczycki (Stawy Swojczyckie, Stawy Swojeckie: 1945–1971) – staw, a także kompleks kilku zbiorników wodnych, położonych we wschodniej części Wrocławia, w rejonie osiedla Swojczyce, przy ulicy Chałupniczej i Grobli Łanieskiej. 

## Opis
Stawy są pozostałością starorzecza po nieistniejącym zakolu na ramieniu rzeki Odra, które dawniej stanowiło główne koryto tej rzeki. Przebiegało ono od Opatowic przez Swojczyce i dalej przez Kowale i Zacisze. Jego bieg miał charakter silnie meandrujący. W XVI wieku przeprowadzono inwestycję z zakresu hydrotechniki, polegająca na budowie nowego przekopu, znacznie skracającego długość nurtu rzeki, który obecnie łączy Odrę wpływającą do miasta z Odrą Główną i Starą Odrą (na odcinku od Opatowic, tj. Bartoszowicko–Opatowickiego Węzła Wodnego, do Szczytnik, tj. Szczytnickiego Węzła Wodnego). Wówczas ramię to straciło na znaczeniu, a pozostały ciek nazywano Czarną Wodą. Ostateczny kres istnienia Czarnej Wody jako jednego, ciągłego cieku wodnego położyła kolejna inwestycja, tzw. II kanalizacja Odry we Wrocławiu, w wyniku której wybudowano Kanał Powodziowy i Kanał Żeglugowy (przebiegające na południowy zachód od stawów). Z dawnego koryta pozostały niewielkie fragmenty, w tym między innymi zespół zbiorników określanych jako Staw Swojczycki. Stawy wraz z otoczeniem uznaje się za obszary cenne przyrodniczo. Są one zarośnięte częściowo pałką wąskolistną i trzciną oraz stanowią one dogodne miejsca dla ptaków wodnych takich jak perkozy, krzyżówka, łyska, kurka wodna, trzcinniczek, potrzos.